# Список эпизодов мультсериала «Дом совы»
Ниже приведён список эпизодов американского фэнтезийного мультсериал «Дом совы», созданного Даной Террас при поддержке Disney Television Animation.
Премьера мультсериала состоялась на Disney Channel 10 января 2020. В ноябре 2019 года, ещё до премьеры первого сезона, сериал был продлен на второй сезон. В мае 2021 года мультсериал был продлён на третий сезон, который должен был стать последним. В октябре 2021 года стало известно, что третий сезон был сокращён до трёх специальных эпизодов. Премьера третьего сезона официально состоялась 15 октября 2022 года.

## Список сезонов
| Сезон | Серии | Серии | Даты показа     | Даты показа     |
| Сезон | Серии | Серии | Первая серия    | Последняя серия |
| ----- | ----- | ----- | --------------- | --------------- |
| 1     | 19    | 19    | 10 января 2020  | 29 августа 2020 |
| 2     | 21    | 21    | 12 июня 2021    | 28 мая 2022     |
| 3     | 3     | 3     | 15 октября 2022 | 8 апреля 2023   |

## Список эпизодов

### Сезон 1 (2020)
| № общий | № в сезоне | Название                                                                 | Режиссёр                          | Автор сценария | | Дата премьеры   | Произв. код | Зрители в США (млн) |
| --- | ---------- | ------------------------------------------------------------------------ | --------------------------------- | --- | --- | --------------- | ----------- | ------------------- |
| 1 | 1          | «A Lying Witch and a Warden» «Врушка-ведьма и стражник Раж»              | Стивен Сандовал                   | Сюжет : Дана Террас, Рэйчел Вайн, Зак Маркус и Джон Бейли Оуэн Телесценарий : Дана Террас и Рэйчел Вайн                                                               | Босук «Бо» Коберн, Кэт Харман-Митчелл, Стивен Сандовал и Дана Террас                                                | 10 января 2020  | 101         | 0.61                |
| Мать Камилия (Элизабет Груллон) заставляет Лус, девушку, которая любит фантазировать, отправляться в лагерь проверки реальности после трех странных инцидентов в школе, которые были доведены до сведения Камилии. В ожидании автобуса Лус замечает, что её книгу утащила сова. Лус гонится за ней и забегает с старый дом, через портал в котором попадает на Кипящие острова, волшебное место в другом измерении. Она встречает Иду, ведьму-бунтарку, которая продает человеческие вещи. Ида берет Лус к себе домой, в Совиный Дом, где она представляет её восхитительному злющему Королю. Ида обещает отправить Лус домой, если она поможет им вернуть корону Короля от Гневного Стража ( Роджер Крейг Смит) в его тюрьме, Конформатории. Они успешно врываются туда, где Лус обнаруживает, что «корона» - это корона для детской еды. Гнев захватывает их, но вместо ареста неожиданно приглашает Иду на свидание, но она отказывается. Разгорается драка, когда Лус освобождает заключенных (чьи преступления были совершенно безобидными, типа написания фанфиков о еде или иное видение мира), вместе побеждает Гнева и спасаются бегством. Лус решает стать ведьмой, а Ида неохотно соглашается. Когда Лус устраивается на ночь, она пишет её матери, чтобы сообщить ей, что ей понравится в «лагере». |            |                                                                          |                                   | | |                 |             |                     |
| 2 | 2          | «Witches Before Wizards» «Ведьмы против волшебников»                     | Стью Ливингстон                   | Сюжет : Дана Террас и Рейчел Вайн Телесценарий : Рейчел Вайн | Чарли Брайант, Хейли Вонг и Кэт Харман-Митчелл                                                                      | 17 января 2020  | 102         | 0.43                |
| Лус готовится стать ученицей ведьмы, но разочаровывается, когда появляется очень равнодушная и сонная Ида, которая вместо урока или магического квеста посылает её разносить заказы по зельям. Король идет с ней, и Лус быстро узнает, что в Бонсборо, городе на Кипящих островах, полно довольно мерзких существ, которым нет дела до её человеческого происхождения. Лус и Король находят красивый замок доброго волшебника по имени Адегаст (Робин Аткин Даунс), который считает, что Лус — «Избранная», которая должна забрать Небесный Посох. Когда Лус показывает карту, подаренную ей Адегастом Иде и Королю, они смеются над ней. Она сама отправляется на поиски. Как только Ида заподозрила неладное, она решила разобраться в проблеме и поняла, что весь «квест» — ловушка, причем именно на неё. Лус продолжает поиски союзников, а Ида и Король следуют за ними. В конце концов, Адегаст оказался ужасным кукловодом, который использовал Лус, чтобы добраться до Иды. Он пытается заставить Лус продолжить жить в мире фантазий, чтобы без проблем расправиться с Идой и Королем, составлявшие ему конкуренцию в продаже зелий, но она освобождается, удачно пинает свой инрушечный меч и ранит Адагаста, реско уменьшившегося при этом. Ида без зазрения совести съедает его, а когда замечает ошарашенное лицо Лус, то спрашивает, не хотела ли она кусочек. После этого Ида говорит Лус, что она должна сделать свою собственную судьбу, и показывает ей красоту Кипящих островов. |            |                                                                          |                                   | | |                 |             |                     |
| 3 | 3          | «I Was a Teenage Abomination» «Я подросток-мерзопакость»                 | Стивен Сандовал                   | Сюжет : Дана Террас, Рэйчел Вайн, Чарли Фельдман, Зак Маркус, Мануэль Джесси Ньето-младший и Джон Бейли Оуэн. Телесценарий : Джон Бейли Оуэн и Дана Террас            | Инбал Бреда, Босук «Бо» Коберн, Мадлен Флорес, Крис Пианка и Стивен Сандовал                                        | 24 января 2020  | 103         | 0.45                |
| Лус недовольна тем, как Ида её учит, но узнает, что есть школа магии под названием «Академия магии и демоники Хексайд», от которой Ида отказалась, когда бросила учёбу. Лус встречает Уиллоу (Тати Габриель), молодую ведьму, над которой издевается лучшая студентка Эмити Блайт (Мэй Уитмен) за то, что она ужасно создавала Мерзопакость. Лус решает притвориться её Мерзопакостью, чтобы она могла помочь Уиллоу и заработать себе возможность увидеть школу. Она также встречает Гуса (Исаака Райана Брауна), одержимого людьми. Лус смогла обмануть учителя Курса Мерзопакостей ( Дж. Б. Бланкс). Между тем, Ида и Король спорят, чтобы узнать, кто станет лучшим учителем. Король побеждает из-за того, что Лус нет. Однако «ученик» Короля, слизень по имени Принц-младший, нападает на пару, заставляя Короля снова положиться на Иду. Эмити выясняет, что Лус не Мерзопакость, и призывает директора Рогача (Бэмпера Робинсона) исследовать её путем вскрытия. Гус опрокидывает чаны с Мерзопакостями и отвлекает внимание директора и Эмити, и за этим следует погоня, которая заканчивается тем, что Уиллоу показывает свой настоящий дар в магии растений. Лус убегает, чтобы получить помощь от Иды. Уиллоу и Гус прибегают туда же, и Лус узнает, что Уиллоу реабилитировали, когда Рогач отправил её на курсы по Магии Растений. Тем не менее, Гус сообщает Лус, что ей запретили посещать школу, но он и Уиллоу могут научить её тому, чему они научились. Лус признает, Иду своим учителем. |            |                                                                          |                                   | | |                 |             |                     |
| 4 | 4          | «The Intruder» «Незваный гость»                                          | Стью Ливингстон                   | Мануэль Джесси Ньето-младший, Дана Террас и Рэйчел Вайн | Чарли Брайант, Кэт Харман-Митчелл и Стью Ливингстон                                                                 | 31 января 2020  | 104         | 0.51                |
| Король пытается рассказать Лус о демонах. Но когда начинается кипящий ливень, Лус пользуется возможностью, чтобы Ида научила её магии. Утомленная и нуждающаяся в ручке с подсветкой, Ида учит Лус, как создавать свет, но теряет сознание. Король говорит Лус, что Ида держит бутылку эликсира в своей комнате и считает, что это может дать ей волшебство. Однако прежде чем Лус выпила его, монстр врывается в дом, и Король убежден, что это Шипоспин. Он встречает настоящего Шипоспина, который оказывается жалкой розовой обезьяной в панцире. С Лус Король обнаружил, что эликсир должен был приостановить проклятие, которое овладевает Идой, превратившегося в настоящего монстра. При поддержке Короля Лус учится создавать свет и использует его, чтобы изолировать Иду и дать ей эликсир. Ида рассказывает, что она была проклята, когда была моложе, и это заставляет её превращаться в сову-монстра, отсюда и её прозвище «Леди Сова». Она говорит им не беспокоиться об этом и дополняет новую способность Лус. Позже у Иды появляется короткий кошмар темной фигуры, которая проклинает её, но просыпается, прежде чем она может получить ответы. Король остается редактировать информацию о Шипоспине. |            |                                                                          |                                   | | |                 |             |                     |
| 5 | 5          | «Covention» «Кланференция»                                               | Аминдер Даливал и Стью Ливингстон | Сюжет : Дана Террас, Рэйчел Вайн, Чарли Фельдман, Зак Маркус, Мануэль Джесси Ньето-младший и Джон Бейли Оуэн Телесценарий : Чарли Фельдман, Рэйчел Вайн и Дана Террас | Босук «Бо» Коберн, Аминдер Даливал, Амелия Лоренц и Келси Норден                                                    | 7 февраля 2020  | 105         | 0.51                |
| Лус узнает о Ковенции, собрании ведьм, и умоляет Иду сходить туда. Лус ссорится с Эмити, когда она насмехается над Королем. Разозлившись, Лус вызывает её на ведьминскую дуэль. Если она победит, Эмити должна извиниться перед Королем и сказать, что люди могут творить магию. Если победит Эмити, Лус должна отказаться от обучения магии. Условия закрепляют с помощью Круга Непреложной Клятвы. Ида сталкивается с её сестрой Лилит (Сисси Джонс), лидером Императорского ковена, ссорятся и спорят чей воспитанник лучше. Почти сразу после этого они узнают о дуэли своих непутёвых протеже. Понимая, что Лус - почти ноль в магии, Ида решает смухлевать. Эмити обнаруживает это, но Ида узнаёт, что Лилит тоже играла нечестно. В результате словесной перепалки, в которой Ида, высмеивая Лилит, примеряет на себя роль репера на баттле, вспыхивает драка между сёстрами. Пользуясь передышкой в сражении, Ида объявляет результат как "ничью" и, напоследок напакостив Лилит, уходит с поля битвы. Поговорив с Лус и придя к пониманию, Эмити отменила обязательный круг, чтобы позволить ей продолжить обучение. Лилит получает звонок от помощника Императора Беллоуза Кикимора ( Мела Ли ), напоминающего ей, что ей нужно схватить Иду, чтобы получить конец неуказанной сделки. |            |                                                                          |                                   | | |                 |             |                     |
| 6 | 6          | «Hooty's Moving Hassle» «Ходячий замок Сычика»                           | Стивен Сандовал                   | Джефф Трэммелл, Чарли Фельдман, Джон Бейли Оуэн, Рэйчел Вайн и Дана Террас                                                                                            | Босук «Бо» Коберн, Мадлен Флорес, Наоми Хикс, Бен Холм, Амелия Лоренц, Крис Пианка и Стивен Сандовал                | 21 февраля 2020 | 106         | 0.39                |
| Ида понимает, что у неё нет эликсира и ей нужно пополнить запасы, но её поставщик Мортон (Шеннон МакКейн) не в состоянии делать сейчас что-либо, и эликсира у него нет. Ей сказали, что продавец по имени Тибблс Гримхаммер (Парвеш Чина) на Ночном рынке может продать что-то из своих запасов, и Ида решает рискнуть. Тем временем, Лус обнаруживает, что Уиллоу и Гус не были приглашены на Лунный Призыв, который проводит Эмити и её друзья и, хоть Ида и запретила это делать, отводит их в Совиный Дом, чтобы провести свой. Но первый блин внезапно оказывается не комом, а тортиком: вместо маленькой фигурки оживает собственно Совиный дом. Управлять им можно только взявшись за руки. Ида и Король встречают Тиббла, у которого есть эликсир, но он слишком дорог. Ида бросает Тибблсу вызов на партию в Проклятый Покер. Тибблз оказывается ещё большим шулером, чем сама Ида, всухую обыгрывает её и собирается сдать её Имперскому ковену. Дети направляются к Эмити, чтобы показать свой Призыв, но команда охотников на демонов захватывает дом и бросает детей с обрыва. Уиллоу извиняется перед Лус, признавшись, что раньше она дружила с Эмити и хотела доказать свою ценность. Детям удается убежать и победить охотников, а также случайно спасти Иду и Короля, которые получают эликсир. Ида по приходе домой приходит в бешенство и выговаривает Лус, но Уиллоу и Гус выгораживают её, обвиняя себя. Ида бескомпромиссно выдаёт детям инвентарь для уборки, но отмечает их способности, и в следующем году обещает присоединиться. Тем временем, Эмити и её друзья, которые не смогли ничего призвать, проверяют свой «Pentagram» и узнают о приключениях Лус и команды. |            |                                                                          |                                   | | |                 |             |                     |
| 7 | 7          | «Lost in Language» «Потеряться в словах»                                 | Аминдер Даливал                   | Зак Маркус, Рэйчел Вайн и Дана Террас | Босук «Бо» Коберн, Аминдер Даливал, Бен Холм, Амелия Лоренц и Келси Норден                                          | 28 февраля 2020 | 107         | 0.46                |
| Пока Ида и Король присматривают за тремя детьми летучих мышей, Лус идет в библиотеку, чтобы вернуть просроченные книги Иды. Исследуя, она обнаруживает, что Эмити читает детям, и думает, что может подружиться с ней. Лус также встречает старших братьев Эмити, Эмиру и Эдрика (Эрика Линдбек и Райан О'Фланаган), которые ей нравится. После проказ в библиотеке их выгоняют. Эмира и Эдрик затем приглашают Лус зайти в библиотеку вместе с ними во время Звезды Плача. Они входят, когда звезда летит над библиотекой, и это волшебство оживляет содержание книг. После веселья они находят секретную комнату Эмити и её дневник. Двойняшки решают отправить его в школу в качестве расплаты. Лус не хочет этого делать, но непреднамеренно находит его, и некоторые из его страниц выпадают. Эмити ловит их и называет Лус хулиганом, заставляя Лус чувствовать себя ужасно. Сказав Эмире и Эдрику, что она найдет Эмити, чтобы извиниться, она находит её, и им приходится бороться с изменённой версией характера любимого героя книги. Они исправляют это, и магия звезды исчезает. Лус предлагает Эмити одолжить пятую книгу Азуры, чтобы извиниться, та неохотно соглашается. Лус возвращается, и находит Иду, Короля и детей летучих мышей. Королева летучих мышей (Изабелла Росселлини) приходит чтобы забрать своих детей. Она дает им сундук с сокровищами и свисток. Затем Лус дает Иде книгу "как избавиться от ощущения пустого гнезда", видя, что ей и Королю было грустно узнать, что детей забрали. |            |                                                                          |                                   | | |                 |             |                     |
| 8 | 8          | «Once Upon a Swap» «Рискованный обмен»                                   | Аминдер Даливал                   | Сюжет : Дана Террас, Рэйчел Вайн, Чарли Фельдман, Молли Остертаг и Джон Бейли Оуэн Телесценарий : Чарли Фельдман, Рэйчел Вайн и Дана Террас                           | Босук «Бо» Коберн, Аминдер Даливал, Хейли Вонг, Бен Холм, Амелия Лоренц и Кэт Харман-Митчелл                        | 6 марта 2020    | 115         | н/д                 |
| Лус хочет быть похожей на Иду, и избавиться от своих проблем, Король хочет быть похожим на Лус из-за властного образа жизни подростков, а Ида думает, что Король ведет легкую жизнь, будучи очаровательным. Они решают провести день, обменявшись телами. Иде в роли Короля нравится получать бесплатные вещи, но её находят два пожилых владельца кошачьего кафе, Розелла и Дотти (Грей Гриффин и Джонс). Ида попадает в плен. Король как Лус противостоит Босхе (Иден Ригель) и убеждает её друзей пакостить по всему городу. После этого Боша бросает вызов Королю в гонке, что приводит к разрушению их убежища. подростки преследуют Короля в кафе, где он тоже попадает в плен. Лус, как Ида, начинает зарабатывать, продавая вещи, но её арестовывают. Приходит Лилит и пытается убедить её присоединиться к императорскому ковену, которого Ида, очевидно, хотела, но Лус убегает и сталкивается с Идой и Королём. В окружении всех людей, преследующих их, Ида меняет тела обратно, а затем меняет местами всех их преследователей. Они возвращаются домой, усвоив урок, но у Лус остаются проблемы в виде извалявшегося в грязи Уууха. |            |                                                                          |                                   | | |                 |             |                     |
| 9 | 9          | «Something Ventured, Someone Framed» «Кто не рискует, тот не выигрывает» | Сейдж Котуньо                     | Сюжет : Дана Террас, Рэйчел Вайн, Зак Маркус и Джон Бейли Оуэн Телесценарий : Зак Маркус                                                                              | Эмми Сисиерига, Сейдж Котуньо, Мадлен Флорес и Крис Пианка                                                          | 13 марта 2020   | 109         | н/д                 |
| Когда новый член Сообщества Восхитительности Людьми по имени Маттхоломьюл (Хорхе Диас) бросает вызов руководству Гуса, Гус решает пригласить Лус на собрание и лжет о том, что её запрет снимают. В настоящее время в школе действуют чувствующие беды существа, работающие охранниками, которые бросают нарушителей порядка под стражу после последнего визита Лус. Расстроенная тем, что Лус все ещё хочет уйти, Ида сдается и подходит к Директору Рогачу, чтобы записать её в Гексайд. Он соглашается, при условии, что она исправит каждую шутку, которую она натворила, когда она посещала школу. Маттхоломьюл в ярости из-за прибытия Лус и после симуляции сожалений по поводу его действий, Лус взяли под стражу. Затем Гус отправляет себя и Маттхомула в тюрьму, где оказывается гигантская яма с существами-червями, которые ловят студентов в пузырях для «промывания мозгов», чтобы сделать их хорошими. Лус и Гус сбегают с Маттфоломьюлом как раз вовремя, чтобы наткнуться на Рогача и Иду. Отказавшись от существ-червей, Рогач выбивает Лус. Гус берет на себя вину, и он удален из С.В.Л. как президент и член в целом. А когда Луса выгнали из клуба, Маттхоломьюл становится новым президентом, видя, что он «еще жив». Ида говорит Лус, что она позволяет ей попасть в Гексайд, потому что она знает, что она достаточно умна, чтобы принимать свои собственные решения, а также Рогач соглашается не рассказывать Императорскому ковену об их сделке. В финальной сцене Лус читает все неприятности, которые сделала Ида, когда она упоминает, что Рогач был прав насчет неё.                                                                                              |            |                                                                          |                                   | | |                 |             |                     |
| 10 | 10         | «Escape of the Palisman» «Спасение тотема»                               | Аминдер Даливал                   | Сюжет : Дана Террас Телесценарий : Джон Бейли Оуэн, Рэйчел Вайн и Дана Террас                                                                                         | Инбал Бреда, Босук «Бо» Коберн, Аминдер Даливал, Бен Холм и Амелия Лоренц                                           | 20 марта 2020   | 108         | н/д                 |
| Когда Ида начинает испытывать последствия своего проклятия, она решает сделать перерыв. Лус встречается с Уиллоу и Гусом, чтобы посмотреть матч граджби между Гексайдом и Гландусом. Они пропускают автобус, поэтому Лус решает использовать посох Иды. Они летят, в конце концов врезаясь в дерево, из-за чего у Филиппа раскалывается голова, и он сбегает от Лус. Дети сталкиваются с Королевой Летучих Мышей, которая защищает Филиппа и дает Лус ряд заданий, чтобы снова завоевать верность Филиппа. Король раскрывает, что Ида в форме своего совиного проклятья, но более послушная. Он решает использовать её, чтобы отомстить детям в парке, но это вызывает контроль животных, бывших охотников за демонами, которые раннее схватили Сычика, и теперь они забирают Иду. Он пытается дать ей эликсир, но тот не производит никакого эффекта. Зная, что больше всего Ида любит, когда он это делает, Король визжит, и это возвращает Иду в нормальное состояние, и так они сбегают из повозки, в которой удерживали Иду. После выполнения заданий, Королева Летучих Мышей отказывается отдавать Филиппа. Лус замечает, что Королева Летучих мышей сама была тотемом гиганта, и теперь она защищает других тотемов. Понимая, что Филипп теперь снова доверяет Лус, она отпускает его. Когда все возвращаются домой, Ида осознает, что её эликсир работает недостаточно хорошо. |            |                                                                          |                                   | | |                 |             |                     |
| 11 | 11         | «Sense and Insensitivity» «Чувства и бесчувственность»                   | Стью Ливингстон                   | Сюжет : Дана Террас, Рэйчел Вайн и Зак Маркус Телесценарий : Зак Маркус                                                                                               | Чарли Брайант, Хейли Вонг, Кэт Харман-Митчелл и Стью Ливингстон                                                     | 11 июля 2020    | 111         | н/д                 |
| Книжная ярмарка приехала в Бонсборо, и Лус взволнован. Когда она обнаруживает, что проводится конкурс по написанию книг, она вступает в него с Королём. Тем временем Ида обнаруживает, что Лилит ищет Цветение Вечной Молодости для Императора. Когда Лилит называет её пожилой и слабой из-за её проклятия, Ида получает карту, чтобы найти Блума и доказать, что она не права. Лус пытается написать романтическое фэнтези, в то время как Король просто хочет добавить к нему насилия. Король берет книгу за дело и отказывается слушать идеи Луса. Издатель по имени Пиньет читает его рукопись и делает Короля знаменитым в одночасье. Однако, когда Королю приходится писать свою вторую книгу, он пытается заставить Лус помочь ему, но она отказывается. Пиньет похищает Лус и заставляет её и Короля написать книгу. Король, наконец, учится идти на компромисс с Лусом, и они сбегают после сожжения контракта Пиньет. Ида и Лилит мчатся к Блуму только для того, чтобы обнаружить, что это была ловушка продавца рынка, который дал Иде карту. Избив его, Ида вежливо отклоняет предложение Лилит присоединиться к Императорской ковене, и Лилит извиняется за свои оскорбления. |            |                                                                          |                                   | | |                 |             |                     |
| 12 | 12         | «Adventures in the Elements» «Приключения на Коленях»                    | Сейдж Котуньо                     | Сюжет : Дана Террас, Рэйчел Вайн, Чарли Фельдман, Зак Маркус и Джон Бейли Оуэн Телесценарий : Дана Террас и Джон Бейли Оуэн                                           | Инбал Бреда, Эмми Сисиерига, Сейдж Котуньо, Мадлен Флорес и Крис Пианка                                             | 18 июля 2020    | 110         | н/д                 |
| Лус рад присоединиться к Hexside. Тем не менее, Амити сообщает ей, что для того, чтобы разделить с ней те же классы, ей нужно знать как минимум два заклинания. Лус убеждает Иду научить её второму заклинанию, и она отвозит её в Колено, снежную тундру на Кипящих островах, чтобы тренироваться. К удивлению Луса, Эмира и Эдрик также обучаются Эмире и Эдрику, чтобы компенсировать инцидент с библиотекой. Тем временем Король использует животворящее зелье, чтобы создать армию чучел кукол. Они наворачиваются на него, и он в конечном итоге вербует Хути, чтобы уничтожить их. Недовольный стилем преподавания Иды и желая произвести впечатление на Амити и её братьев и сестер, Лус крадет учебную палочку Амити. В конечном итоге она злит Скользкая, снежного монстра, который захватывает Иду, Эмиру и Эдрика. Расстроенная, Амити помещает Лус в клетку, чтобы защитить её, пока она пытается спасти их. Лус, будучи вынуждена ждать, имеет прозрение и изучает ледяную магию, которую она использует, чтобы сбежать. Работая вместе, Лус и Амити сражаются со Слиптербистом, а Ида усыпляет монстра. Лус и Ида возвращаются домой, чтобы найти беспорядок, созданный Королем и Хути, пока их не было. |            |                                                                          |                                   | | |                 |             |                     |
| 13 | 13         | «The First Day» «Первый день»                                            | Сейдж Котуньо                     | Сюжет : Дана Террас Телесценарий : Дана Террас, Рэйчел Вайн, Зак Маркус и Джон Бейли Оуэн                                                                             | Эмми Сисиерига, Сейдж Котуньо, Мадлен Флорес и Крис Пианка                                                          | 25 июля 2020    | 113         | 0.43                |
| Лус посещает свой первый день в Хекссайде, но с трудом решает, на какой трек ковена записаться, поэтому Principal Bump помещает её в трек зелий. Когда Лус ловят с помощью хрустального шара, используемого учениками следа оракула, её помещают в след задержания. Тем временем Король следует за Лусом в школу и берет на себя класс. Желая избежать ареста, Лус приводится своими одноклассниками, Вини, Джербо и Баркусом, в секретную комнату ярлыков, созданную «Лордом Бедствием», которую они используют, чтобы слушать другие классы и изучать смешанную магию. Они обижаются, узнав, что Лус сказала, что она лучше их, и заставили её уйти. Тем временем приезжий школьный инспектор оказывается самозванцем и магически истощающим Василиском. Лус просит у задержанных помочь победить его, и они используют свои смешанные магические навыки, чтобы покорить зверя. Лус убеждает Бампера позволить им всем научиться смешанной магии. Бамп рассказывает, что единственным другим учеником, который хотел изучить смешанную магию, была Ида, которая оказалась «Лордом Бедствием», но так и не добралась до неё. Позже Бамп находит Короля, выдающего себя за учителя, и выгоняет его из школы. |            |                                                                          |                                   | | |                 |             |                     |
| 14 | 14         | «Really Small Problems» «Мини-проблемки»                                 | Стью Ливингстон                   | Сюжет : Дана Террас, Рэйчел Вайн, Чарли Фельдман, Зак Маркус, Молли Остертаг и Джон Бейли Оуэн Телесценарий : Зак Маркус и Дана Террас                                | Инбал Бреда, Чарли Брайант, Хейли Вонг, Кэт Харман-Митчелл и Стью Ливингстон                                        | 1 августа 2020  | 112         | 0.52                |
| Когда Хекссайд закрывается из-за заражения пикси, Ида получает приглашение на всплывающие карнавалы. Там банда сталкивается с Тибблсом, который теперь владеет миниатюрным цирком под названием «Палатка крошечных ужасов». Король и Лус натыкаются на Уиллоу и Гаса, которых также пригласил на карнавал Тибблс. Ревнуя и чувствуя себя оставленным в стороне от остальных троих, Король обманывается Тибблсом, чтобы уменьшить Уиллоу и Гаса с зельем. Лус узнает об этом и сталкивается с Королём, но они в конечном итоге сжимаются после борьбы за зелье. Король и дети захвачены Тибблсом и помещены в его палатку, где их преследуют его миниатюрные звери. Понимая, что во всем этом его вина, Король обманом пытается вернуть всех в нормальный размер. Ида отгоняет Тибблса, а Лус, Король, Уиллоу и Гас веселятся вместе на карнавале ещё несколько часов. |            |                                                                          |                                   | | |                 |             |                     |
| 15 | 15         | «Understanding Willow» «Забраться в голову Уиллоу»                       | Аминдер Даливал                   | Сюжет : Дана Террас, Рэйчел Вайн, Чарли Фельдман, Зак Маркус, Молли Остертаг и Джон Бейли Оуэн Телесценарий : Джон Бейли Оуэн                                         | Инбал Бреда, Эмми Сисиерига, Босук «Бо» Коберн, Сейдж Котуньо, Мадлен Флорес, Бен Холм, Амелия Лоренц и Крис Пианка | 8 августа 2020  | 114         | 0.46                |
| Лус и Уиллоу посещают фотокласс, который берет воспоминания и помещает их в фотографии. Амити замечает фотографию её и Уиллоу, когда они были моложе и лучшими друзьями. Желая скрыть его, она сжигает его, но случайно сжигает другие фотографии Уиллоу, в результате чего Уиллоу теряет память. Лус и Гас обнаруживают действия Амити и отвозят Уиллоу к Иде, которая отправляет Луса и Амити в разум Уиллоу, чтобы исправить её воспоминания. Тем временем Гас берет курс журналистики, а Ида и Король соревнуются в том, кто получит у него интервью, но Гас в конечном итоге выбирает Хути. Лус и Амити отправляются на прогулку по воспоминаниям Уиллоу, восстанавливая большинство из них. Они обнаруживают существо, которое, как оказалось, является «внутренним я» Уиллоу, повреждая воспоминания с Амити в них. Внутренняя Уиллоу раскрывает память о том, как Амити закончила свою дружбу с Уиллоу. Амити рассказывает, что её родители, Одалия и Аладор, заставили её прекратить свою дружбу, потому что они считали Уиллоу слабой и угрожали изгнать её из Хекссайда. Амити извиняется за то, что является плохим другом, а внутренняя Уиллоу уступает. В реальном мире Уиллоу утверждает, что, хотя она и Амити сейчас не друзья, её действия были положительным началом. |            |                                                                          |                                   | | |                 |             |                     |
| 16 | 16         | «Enchanting Grom Fright» «Ужасы школьного бала»                          | Стью Ливингстон                   | Сюжет : Дана Террас, Рэйчел Вайн и Молли Остертаг Телесценарий : Молли Остертаг                                                                                       | Чарли Брайант, Эмми Сисиерига, Мадлен Флорес, Хейли Вонг, Кэт Харман-Митчелл, Крис Пианка и Спенсер Ван             | 15 августа 2020 | 116         | 0.35                |
| Лус узнает, что у Хекссайда есть своя версия Prom под названием Grom. Амити выбирается в качестве Гром Куин, что расстраивает её. Лус узнает, что на Громе один ученик выбирается для борьбы с изменяющим форму демоном страха Грометеем, который живёт под Хекссайдом. Лус выходит на замену Амити в роли Гром Куин. Тем временем Гас приглашает Короля стать его соведущим в Громе, но выясняется, что у него есть страх перед сценой. Оказавшись в Громе, Лус начинает сражаться с Грометеем, который принимает вид её самого большого страха: её мать обнаруживает, что она солгала и никогда не ходила в лагерь. В то время как Грометей преследует Луса, Король преодолевает свой страх и направляет учеников на бой. Амити вмешивается, чтобы помочь Лусу, и самым большим страхом Амити оказывается отказ от кого-то, кого она слишком боялась спросить у Грома. Лус и Амити побеждают Грометея вместе в танцевальной борьбе, и студенты несут их обратно на вечеринку как Королевы Ко-Грома. Показано, что письмо Амити Гром адресовано Лусу. Вернувшись домой, Лус, которая избегала текстовых сообщений своей матери, находит в себе мужество написать ей в ответ. Вернувшись в человеческий мир, показано, что кто-то выдает себя за Лус и отправляет письма её матери. |            |                                                                          |                                   | | |                 |             |                     |
| 17 | 17         | «Wing it like Witches» «Колдовские экспромты»                            | Сейдж Котуньо                     | Сюжет : Дана Террас, Рэйчел Вайн, Зак Маркус, Молли Остертаг и Джон Бейли Оуэн Телесценарий : Молли Остертаг и Рэйчел Вайн                                            | Босук «Бо» Коберн, Эмми Сисиерига, Сейдж Котуньо, Амелия Лоренц и Крис Пианка                                       | 15 августа 2020 | 118         | 0.37                |
| Уиллоу испытывает уверенность в себе, которая заслуживает поддержки её одноклассников. Это раздражает Боску, неохотного капитана команды, который смотрит на Уиллоу свысока и запугивает Его. Лус и Гас пытаются защитить её, но также подвергаются издевательствам. Надеясь победить её в её собственной игре, Лус бросает вызов Босхе на неохотную игру от имени Уиллоу. Лус просит Амити присоединиться к их команде, но она взволнованно отказывается. Тем временем Лилит прибывает в Дом Совы, чтобы арестовать Иду. Ида соглашается только в том случае, если Лилит обыграет её в неохотном матче. Ида побеждает, но сочувственно отдает Лилит свое кольцо, говоря ей, чтобы она сказала императору, что она устроила бой. Лус слишком далеко толкает Уиллоу и Гаса на тренировках, и они уходят. Амити рассказывает Лусу, что она была капитаном команды до Босхи, но причинила боль своим коллегам-игрокам и уволилась. Извлекая из этого урок, Лус лишается Босхи. Когда Босха нападает на Луса, Амити убеждает Уиллоу и Гаса вернуться, и у них есть правильный неохотный матч. Команда Уиллоу с трудом проигрывает, но товарищи по команде Босхи поздравляют Уиллоу с веселой игрой, расстраивая Боску. В конце эпизода Амити, со сломанной ногой от матча, присоединяется к Лусу, Уиллоу и Гузу в Доме Совы. |            |                                                                          |                                   | | |                 |             |                     |
| 18 | 18         | «Agony of a Witch» «Агония»                                              | Аминдер Даливал                   | Сюжет : Дана Террас, Рэйчел Вайн, Зак Маркус, Молли Остертаг и Джон Бейли Оуэн Телесценарий : Джон Бейли Оуэн                                                         | Луз Батиста, Босук «Бо» Коберн, Аминдер Даливал, Бен Холм, Амелия Лоренц и Крис Пианка                              | 22 августа 2020 | 119         | 0.51                |
| Лилит предпринимает очередную попытку захватить Иду, но ей мешает Хути. Лус обнаруживает, что проклятие Иды ухудшается, требуя все больше эликсира для сдерживания. В школе Лус узнает, что они предпринимают экскурсию в императорский замок. Она решает пойти после того, как узнает, что в замке хранятся мощные магические реликвии, в том числе исцеляющая шляпа, которая может вылечить Иду. Во время тура Лус уплывает, видя, что император Белос угрожает Лилит изгнанием из императорского ковена, если ей не удастся захватить Иду. Уиллоу и Гас узнают о плане Лус и помогают ей проникнуть в комнату реликвий. Их чувствует Белос и находит Лилит, которая держит Луса в заложниках, чтобы выманить Иду. Ида и Лилит дерутся за пределами замка, во время которой Лилит случайно раскрывает, что именно она прокляла Иду. С жизнью Лус на кону, Ида использует свою магию, заставляя её полностью трансформироваться в форму совы-зверя. Лилит увозит Иду в Белос, прежде чем сказать Лусу вернуться в свой собственный мир. Побежденный Лус возвращается в Дом Совы и срывается в слезах, когда Король и Хути утешают её. |            |                                                                          |                                   | | |                 |             |                     |
| 19 | 19         | «Young Blood, Old Souls» «Молодая кровь — старая душа»                   | Стивен Сандовал                   | Сюжет : Дана Террас, Рэйчел Вайн, Зак Маркус, Молли Остертаг и Джон Бейли Оуэн Телесценарий : Рэйчел Вайн и Дана Террас                                               | Босук «Бо» Коберн, Мадлен Флорес, Хейли Вонг, Кэт Харман-Митчелл, Бен Холм, Амелия Лоренц и Крис Пианка             | 29 августа 2020 | 120         | 0.38                |
| Лус и Король готовятся спасти Иду. Тем временем Белос говорит Лилит, что он не намерен лечить Иду, вместо этого отправляя её окаменеть, к ужасу Лилит. Лус и Король врываются в Конформаторий, чтобы спасти Иду, которая говорит им, что Белос хочет портал в мир людей, и что Лусу нужно вернуться домой и уничтожить его. Когда Иду забирают окаменеть, Лус сражается с Лилит, и они оба оказываются в человеческом мире. Лилит признает, что проклинать Иду было ужасной ошибкой, и отдает посох Лус Иды. Вернувшись, чтобы спасти Иду, Лус и Лилит попают в засаду Белоса, который отправляет Лилит и Короля окаменеть вместе с Идой, пока Лус сражается с ним. Ошеломленный, Лус разрушает портал, чтобы остановить Белоса. Она спасает Иду, и они сбегают с Королём и Лилит. Лилит использует свою магию, чтобы разделить проклятие Иды, в результате чего Ида возвращается к нормальной жизни, но магия как она, так и Магия Лилит ослабевает. После этого Лус снимает видео, разговаривая со своей матерью, обещая, что она найдет дорогу домой. Белос посылает члена Императорского Ковена, Золотую Гвардию, шпионить за Домом Совы, в то время как он начинает реконструкцию портала. |            |                                                                          |                                   | | |                 |             |                     |

### Сезон 2 (2021—2022)
| № общий | № в сезоне | Название                                 | Режиссёр          | Автор сценария |                                                | Дата премьеры   | Произв. код | Зрители в США (млн) |
| --- | ---------- | ---------------------------------------- | ----------------- | --- | ---------------------------------------------- | --------------- | ----------- | ------------------- |
| 20 | 1          | «Separate Tides»                         | Амелия Лоренц     | Сюжет : Зак Маркус, Джон Бейли Оуэн, Дана Террас, Микки Крисостомо и Молли Остертаг Телесценарий : Зак Маркус                                        | Винс Апаро, Луз Батиста, Хейли Вонг и Бен Холм | 12 июня 2021    | 201         | 0.29                |
| Лус чувствует себя виноватой в том, что Ида и Лилит почти потеряли магию и испытывают финансовые трудности. Чтобы заработать больше денег для них, она вместе с Королём присоединяется к команде океанского корабля для охоты на Селкидомуса. Король обнаруживает, что корабль принадлежит императорскому ковену, и его захватывает Императорский ковен. Когда вор крадёт награду за поимку Селькидомуса, Лус пускается в погоню. Она обнаруживает, что вор — Ида, но при этом мешок с деньгами падают в море. Золотой Страж объявляется и требует, чтобы они оба убили Селькидомуса, иначе он причинит вред Королю. Ида убеждает Лус перестать винить себя в последних событиях, объясняя, что с Лус её жизнь стала лучше. Затем они вместе инсценируют убийство монстра, что убеждает Золотого Стража уйти. Селкидомус благодарит их и дарит им ценную слизь. Тем временем Лилит хочет загладить свою вину перед Идой, приготовив для неё шпионское зелье. С помощью Хути она добывает один из ингредиентов, и они становятся друзьями. Когда Лус, Ида и Король возвращаются, Лилит готовит зелье, позволяя им шпионить за замком императора Белоса. |            |                                          |                   | |                                                |                 |             |                     |
| 21 | 2          | «Escaping Expulsion»                     | Босук «Бо» Коберн | Сюжет : Молли Остертаг, Джон Бейли Оуэн, Дана Террас, Микки Крисостомо и Зак Маркус Телесценарий : Молли Остертаг и Дана Террас                      | Бен Холм, Александрия Кван и Николь Родригес   | 19 июня 2021    | 202         | 0.37                |
| Лус возвращается в школу, где воссоединяется с Эмити, Уиллоу и Гасом. Однако Лус, Уиллоу и Гас внезапно исключаются из школы директором Бампом по просьбе родителей Эмити, Одалии и Аладора Блайт, которые считают, что они плохо влияют на Эмити. Лус решает заключить сделку с Блайтами: если она поможет продемонстрировать покупателям их оружие на основе мерзопакостей, они разрешат Лус и её друзьям вернуться в школу. Однако демонстрация идёт не так, когда один из механизмов Блайтов пытается убить Лус. Эмити, Уиллоу и Гас проникают в «Blight Industries», чтобы спасти Лус. Эмити наконец-то противостоит своей матери, угрожая уничтожить продукцию, если Одалия не позволит её друзьям вернуться в школу. Одалия неохотно соглашается. Тем временем Ида и Лилит проводят день, осваивая магию глифов Лус. Однако из-за того, что Ида поспешила пропустить основы и попробовать комбинации глифов, одно из её заклинаний выходит из под контроля, подвергая опасности Короля. Ида и Лилит спасают Короля и выясняют, как правильно комбинировать глифы в новые заклинания. Позже императорский ковен покупает все пакости Блайтов для императора. |            |                                          |                   | |                                                |                 |             |                     |
| 22 | 3          | «Echoes of the Past»                     | Бриджет Андервуд  | Сюжет : Микки Крисостомо, Джон Бейли Оуэн, Дана Террас, Молли Остертаг и Зак Маркус Телесценарий : Микки Крисостомо                                  | Винс Апаро, Рея Даду и Кинг Пекора             | 26 июня 2021    | 203         | 0.33                |
| Лилит выражает сомнение в утверждении Короля о том, что он король демонов. Чтобы доказать её неправоту, Король берёт Лилит, Лус и Сычика на остров, где его нашла Ида. На острове они входят в башню, которая, как утверждает Король, была его замком. Они исследуют строение, но внезапно на них нападает странное существо, и Ида прибывает, чтобы спасти их. Затем Ида говорит Королю правду, что на самом деле он никогда не был королем демонов; это была просто фантазия, созданная Королём в младенчестве, которой Ида подыгрывала, чтобы сделать его счастливым. Король опустошён этим откровением, но Лус считает, что вершина башни может содержать ответы на истинное происхождение Короля. Группа уклоняется от существа и достигает вершины, обнаруживая яйцо, из которого вылупился Король. К Королю возвращается память о вылуплении, и кто-то называет его «сыном». Он также понимает, что существо пытается защитить его, и что он может его контролировать. Вернувшись домой, Лус обещает сделать всё возможное, чтобы помочь Королю найти своего отца. |            |                                          |                   | |                                                |                 |             |                     |
| 23 | 4          | «Keeping up A-fear-ances»                | Амелия Лоренц     | Сюжет : Зак Маркус, Джон Бейли Оуэн, Дана Террас, Эмми Сисерига и Микки Крисостомо Телесценарий : Зак Маркус                                         | Луз Батиста, Хейли Вонг и Кэт Харман-Митчелл   | 3 июля 2021     | 204         | 0.38                |
| Мать Иды Гвен приезжает в Совиный дом, предлагая якобы лекарство от проклятия Иды. Однако Ида отказывает ей, так как Гвен ежегодно безуспешно пытается помочь. Убедившись, что она пытается помочь, Лус отправляется вместе с Гвен к волшебному целителю, который даёт ей книгу лекарств. Они ведут Иду в лес, используя сомнительные методы, описанные в книге, чтобы помочь ей. Тем временем Лилит дуется на то, что Гвен никогда не обращала на неё внимания. Когда проклятие начинает действовать, Лилит обнаруживает пропажу эликсиров и становится чудовищем. Лус понимает, что книга целителя — обманка. Оказывается Гвен забрала из Совиного дома все элексиры. Ида тоже превращается в чудовище и начинает бороться с Лилит. Гвен возвращается к целителю, но обнаруживает, что он был кучкой переодетых гоблинов. Осознав свою ошибку, она помогает Лус и Королю дать эликсир Иде и Лилит. Ида и Лилит мирятся с Гвен, причем Лилит решает переехать к ней. Гвен говорит Лус, что она не первый человек на Кипящих островах, и намекает, что можно найти больше информации в библиотеке. Серия заканчивается сценой в человеческом мире: двойник Лус всё это время живёт с Камилой.                                                                                    |            |                                          |                   | |                                                |                 |             |                     |
| 24 | 5          | «Through the Looking Glass Ruins»        | Босук «Бо» Коберн | Сюжет : Молли Остертаг, Джон Бейли Оуэн, Дана Террас, Микки Крисостомо, Джаней Холл и Зак Маркус Телесценарий : Молли Остертаг и Дана Террас         | Бен Холм, Александрия Кван и Николь Родригес   | 10 июля 2021    | 205         | 0.39                |
| Гас сомневается в своих силах. Хочет ли он быть илюзионистом? Когда он встречает банду учеников из школы Гландус, среди которых оказывается Маттоломью, они приглашают его в Руины Зазеркалья, чтобы собрать Галдерстоуны, камни, которые могут усилить магию. Однако, когда они находят это место, Гас обнаруживает, что руины — это кладбище иллюзионистов, а их хранитель — сумасшедший иллюзионист. Студенты Гландуса заманивают Гаса и хранителя в ловушку, чтобы украсть камни, но Маттоломью помогает освободить их, подружившись с Гасом. Тем временем Лус встречается с Эмити, которая помогает ей войти в запретную секцию библиотеки, чтобы узнать больше о Филипе Виттебейне, первом человеке на Кипящих островах. Они находят дневник Филипа, но его содержимое съела мышь, что злит Лус, не сдержав эмоции она кричит, привлекая внимание библиотекаря Малфаса, который увольняет Эмити. Эмити рассказывает Эдрику и Эмире о своих чувствах к Лус, и они перекрашивают её волосы в фиолетовый цвет. Лус удается вернуть Эмити на работу, и Эмити показывает ей, что мышь, которую прозвали Эхо-мышью, может воспроизводить содержимое того, что она съела. Когда Луз благодарит Эмити, она получает от неё поцелуй в щёку, что приводит их обоих в замешательство. |            |                                          |                   | |                                                |                 |             |                     |
| 25 | 6          | «Hunting Palismen»                       | Бриджет Андервуд  | Сюжет : Джаней Холл, Джон Бейли Оуэн, Дана Террас, Микки Крисостомо, Зак Маркус и Молли Остертаг Телесценарий : Дана Террас                          | Винс Апаро, Рея Даду и Кинг Пекора             | 17 июля 2021    | 206         | 0.45                |
| Император Бэлос, страдающий от неясной болезни, просит Золотого Стража, своего племянника, найти ему больше палисманов. В Хексайде сегодня день палисманов, но к Лус не подходит ни один из них, так как она и сама не знает, чего хочет от своего будущего. Разочарованная, Луз возвращается в школу поздно вечером и застает Императорский ковен за кражей гнезда палисменов. Они сражаются, но вскоре на них нападает дракон. Лус узнает, что дракон был послан Кикиморой, чтобы избавиться от Золотого Стража, и решает помочь ему. Их объединяет отсутствие магии: они создают туман, который усыпляет Кикимору, и пытаются спасти гнездо. Золотой Страж решает обмануть Лус, но она переубеждает его, и он открывает своё настоящее имя — Хантер. Хантер сражается с ослабевшей Кикиморой, а Лус улетает на драконе, чтобы вернуть гнездо. Тем временем Ида и Король раздобыли для Лус немного дерева, из которого вырезают палисманы, и предлагают ей вырезать свой палисман. Тем временем один из палисманов прилетает в комнату Хантера. |            |                                          |                   | |                                                |                 |             |                     |
| 26 | 7          | «Eda's Requiem»                          | Амелия Лоренц     | Сюжет : Дана Террас, Джон Бейли Оуэн, Микки Крисостомо, Джаней Холл, Молли Остертаг и Зак Маркус Телесценарий : Дана Террас                          | Луз Батиста, Хейли Вонг и Кэт Харман-Митчелл   | 24 июля 2021    | 207         | 0.39                |
| Ида грустит, потому что Лус и даже Король скоро покинут её, чтобы вернуться к своим семьям. В городе она встречает тайную повстанческую группу под названием «Барды против трона» (или сокращенно Б.А.Т.Т.), возглавляемую Рейном, недавно назначенным главой Ковена Бардов. Помогая Б.А.Т.Т. спасать диких ведьм, Рейн узнает, что проклятие Иды приводит к тому, что магия вокруг неё «ломается», когда она играет на мандолине. Одно из заданий Б.А.Т.Т. оказывается ловушкой, устроенной главами ковена Эбервульфом и Дариусом, поэтому Ида и Рейн решают использовать проклятую магию Иды, чтобы остановить их, даже если это будет стоить им жизни. Узнав, что у Иды есть Лус и Король, Рейн заставляет её бежать обратно к ним. Ида помогает Королю записать послание отцу. Оказывается, Король сменил имя на Король Клаторн. Рейн попадает в плен к Кикиморе. Вместо наказания она погружает Рейна в глубокий сон, поскольку каждый глава ковена имеет решающее значение в плане императора Бэлоса. |            |                                          |                   | |                                                |                 |             |                     |
| 27 | 8          | «Knock, Knock, Knockin' on Hooty's Door» | Амелия Лоренц     | Сюжет : Дана Террас, Джон Бейли Оуэн, Зак Маркус, Молли Остертаг и Мадлен Эрнандес Телесценарий : Дана Террас, Джон Бейли Оуэн и Зак Маркус          | Луз Батиста, Хейли Вонг и Кэт Харман-Митчелл   | 31 июля 2021    | 209         | 0.41                |
| Король пытается понять, что он за демон, Ида нервничает из-за потери магии, а Лус не знает, как пригласить Эмити на свидание. Сычик берёт на себя обязательство помочь им всем. |            |                                          |                   | |                                                |                 |             |                     |
| 28 | 9          | «Eclipse Lake»                           | Бриджет Андервуд  | Сюжет : Джон Бейли Оуэн, Дана Террас, Микки Крисостомо и Зак Маркус Телесценарий : Дана Террас                                                       | Винс Апаро, Рея Даду и Кинг Пекора             | 7 августа 2021  | 208         | 0.38                |
| Пока Лус выздоравливает от лёгкой болезни, Эхо—мышь показывает, что Кровь Титана — ключевой элемент для путешествий между мирами, и показывает где их можно найти. Ида, Король и Эмити отправляются на его поиски. Они натыкаются на Хантера, тоже выполняющего миссию по поиску крови. Войдя в пещеру, они обнаруживают Кикимору, также находящуюся на обыске вместе с императорской охраной. Хантер сбегает, оставляя друзей Лус позади, которых пытается задержать императорская охрана. Ида превращается в гарпию, чтобы уничтожить стражников, в то время как Эмити и Король отправляются за Хантером. Они находят озеро, где по указу мыши можно найти Кровь Титана, но ничего там не обнаруживают. Однако Хантер замечает, что в ключе от портала есть Кровь Титана. Завязывается драка, заканчивающаяся тем, что Хантер угрожает убить Лус. Эмити сдаётся и отдаёт ключ, но ломает его в руке, из-за чего часть крови попадает на перчатку. Все возвращаются в Совиный дом. |            |                                          |                   | |                                                |                 |             |                     |
| 29 | 10         | «Yesterday's Lie»                        | Босук «Бо» Коберн | Сюжет : Молли Остертаг, Джон Бейли Оуэн, Дана Террас, Микки Крисостомо, Джаней Холл и Зак Маркус Телесценарий : Молли Остертаг и Дана Террас         | Даун Хан, Бен Холм и Александрия Кван          | 14 августа 2021 | 210         | 0.36                |
| 30 | 11         | «Follies at the Coven Day Parade»        | Босук «Бо» Коберн | Сюжет : Дана Террас, Джон Бейли Оуэн, Эмми Сисерига, Микки Крисостомо и Зак Маркус Телесценарий : Дана Террас                                        | Даун Хан, Бен Холм и Кинг Пекора               | 19 марта 2022   | 211         | 0.28                |
| 31 | 12         | «Elsewhere and Elsewhen»                 | Бриджет Андервуд  | Сюжет : Дана Террас, Эмми Сисерига, Микки Крисостомо, Зак Маркус и Джон Бейли Оуэн Телесценарий : Зак Маркус                                         | Луз Батиста, Рея Даду и Ясмин Худари           | 26 марта 2022   | 212         | 0.26                |
| 32 | 13         | «Any Sport in a Storm»                   | Амелия Лоренц     | Сюжет : Дана Террас, Эмми Сисерига, Микки Крисостомо, Зак Маркус и Джон Бейли Оуэн Телесценарий : Джон Бейли Оуэн                                    | Майк Остин, Хейли Вонг и Кэт Харман-Митчелл    | 2 апреля 2022   | 213         | 0.32                |
| 33 | 14         | «Reaching Out»                           | Босук «Бо» Коберн | Сюжет : Дана Террас, Эмми Сисерига, Микки Крисостомо, Зак Маркус и Джон Бейли Оуэн Телесценарий : Дана Террас                                        | Даун Хан, Бен Холм и Кинг Пекора               | 9 апреля 2022   | 214         | 0.32                |
| 34 | 15         | «Them's the Breaks, Kid»                 | Бриджет Андервуд  | Сюжет : Дана Террас, Эмми Сисерига, Микки Крисостомо, Зак Маркус и Джон Бейли Оуэн Телесценарий : Зак Маркус                                         | Сейдж Котуньо, Рея Даду и Ясмин Худари         | 16 апреля 2022  | 215         | 0.22                |
| 35 | 16         | «Hollow Mind»                            | Амелия Лоренц     | Сюжет : Дана Террас, Эмми Сисерига, Микки Крисостомо, Мадлен Эрнандес, Зак Маркус и Джон Бейли Оуэн Телесценарий : Мадлен Эрнандес и Джон Бейли Оуэн | Майк Остин, Хейли Вонг и Кэт Харман-Митчелл    | 23 апреля 2022  | 216         | 0.35                |
| Луз и Хантер попадают в ловушку в разуме Белоса после того, как невольно вмешались в план Рейна и Дариуса по вторжению в него. Там они встречают чудовищную версию Императора, который кажется его внутренним я. Проходя сквозь воспоминания Белоса, они видят, как он годами манипулировал ведьмами, заставляя их поверить в то, что дикая магия опасна. Они также обнаруживают, что Белос работает с таинственным Собирателем, а День Единства посвящен высасыванию всей магии из Царства демонов, поскольку он тайный охотник на ведьм, который считает магию злом. Чудовищная фигура оказывается душами всех палисманов, которые Белос поглотил, чтобы сохранить себе жизнь на века. Используя Луз и Хантера в качестве отвлечения внимания, настоящему внутреннему Белосу удается победить его. Он раскрывается как Филип и признает, что Хантер не его племянник, а Мрачный ходок, который является копией его старого друга. Когда он нападает на них, Ида и Король завершают заклинание, которое возвращает Луз и Хантера в реальный мир. Оба потрясены тем, что узнали, Хантер решает бежать, опасаясь того, что Белос сделает с ним дальше. |            |                                          |                   | |                                                |                 |             |                     |
| 36 | 17         | «Edge of the World»                      | Босук «Бо» Коберн | Сюжет : Дана Террас, Микки Крисостомо, Мадлен Эрнандес, Зак Маркус и Джон Бейли Оуэн Телесценарий : Микки Крисостомо                                 | Даун Хан, Бен Холм и Кинг Пекора               | 30 апреля 2022  | 217         | 0.29                |
| Луз рассказывает Иде, Королю и Сычику, что она видела в разуме Белоса, когда Лилит прибывает на помощь. Сычик выкашливает письмо, адресованное Королю, который счастливо верит, что оно от его людей и что они могут стать их новыми союзниками. Луз, Король и Сычик отправляются на лодке на другой остров, расположенный на пальце от другого титана. Используя камень в письме, они переносятся в деревню, жители которой выглядят как Короли, называя себя Ловцами Титанов. Терек, отправитель письма, показывает им окрестности и предлагает обучить Короля ловле титанов, пока Луз и Сычик встречаются со старейшиной Биллом. К своему шоку, они понимают, что люди — замаскированные ведьмы, а сам Король — титан. Как только Билл узнает об этом, деревня готовится принести Короля в жертву своему лидеру, Собирателю, но Луз и Сычик спасают Короля и говорят ему правду. Они убегают и разрушают портал в деревню. Когда они возвращаются домой, совиный дом подвергается нападению стражей Императора. |            |                                          |                   | |                                                |                 |             |                     |
| 37 | 18         | «Labyrinth Runners»                      | Бриджет Андервуд  | Сюжет : Дана Террас, Эмми Сисерига, Микки Крисостомо, Мадлен Эрнандес, Зак Маркус и Джон Бейли Оуэн Телесценарий : Луз Батиста и Дана Террас         | Луз Батиста, Рея Даду и Ясмин Худари           | 7 мая 2022      | 218         | 0.27                |
| 38 | 19         | «O Titan, Where Art Thou»                | Амелия Лоренц     | Сюжет : Дана Террас, Эмми Сисерига, Микки Крисостомо, Мадлен Эрнандес, Зак Маркус и Джон Бейли Оуэн Телесценарий : Зак Маркус                        | Майк Остин, Хейли Вонг и Кэт Харман-Митчелл    | 14 мая 2022     | 219         | 0.23                |
| 39 | 20         | «Clouds on the Horizon»                  | Босук «Бо» Коберн | Сюжет : Дана Террас, Эмми Сисерига, Микки Крисостомо, Мадлен Эрнандес, Зак Маркус и Джон Бейли Оуэн Телесценарий : Эмми Сисерига и Микки Крисостомо  | Даун Хан, Бен Холм и Кинг Пекора               | 21 мая 2022     | 220         | 0.34                |
| 40 | 21         | «King's Tide»                            | Бриджет Андервуд  | Сюжет : Дана Террас, Эмми Сисерига, Микки Крисостомо, Мадлен Эрнандес, Зак Маркус и Джон Бейли Оуэн Телесценарий : Зак Маркус и Дана Террас          | Луз Батиста, Рея Даду и Ясмин Худари           | 28 мая 2022     | 221         | 0.25                |

### Сезон 3 (2022—2023)
| № общий | № в сезоне | Название                | Режиссёр                             | Автор сценария |                                                                                         | Дата премьеры   | Произв. код | Зрители в США (млн) |
| ------- | ---------- | ----------------------- | ------------------------------------ | --- | --------------------------------------------------------------------------------------- | --------------- | ----------- | ------------------- |
| 41      | 1          | «Thanks to Them»        | Босук «Бо» Коберн и Амелия Лоренц    | Сюжет : Дана Террас, Луз Батиста, Эмми Сисерига, Микки Крисостомо, Мадлен Эрнандес, Зак Маркус и Джон Бейли Оуэн Телесценарий : Эмми Сисерига, Микки Крисостомо, Мадлен Эрнандес, Зак Маркус и Джон Бейли Оуэн | Майк Остин, Луз Батиста, Даун Хан, Бен Холм, Кинг Пекор и Хейли Вонг                    | 15 октября 2022 | 301         | 0.35                |
| 42      | 2          | «For The Future»        | Амелия Лоренц и Бриджет Андервуд     | Сюжет : Дана Террас, Эмми Сисерига, Микки Крисостомо, Мадлен Эрнандес, Зак Маркус и Джон Бейли Оуэн Телесценарий : Микки Крисостомо, Мадлен Эрнандес, Зак Маркус и Джон Бейли Оуэн                             | Майк Остин, Луз Батиста, Инбал Бреда, Даун Хан, Ясмин Худари, Рэйчел Пэк и Хейли Вонг   | 14 января 2023  | 302         | 0.44                |
| 43      | 3          | «Watching and Dreaming» | Босук «Бо» Коберн и Бриджет Андервуд | Сюжет : Дана Террас Телесценарий : Дана Террас и Джон Бейли Оуэн | Эмми Сисерига, Даун Хан, Бен Холм, Ясмин Худари, Амелия Лоренц, Кинг Пекор и Хейли Вонг | 8 апреля 2023   | 303         | 0.50                |

## Look Hooo’s Talking
Серия коротких видео, названная «Посмотри, что говорит Хуууути» (Look HOOO в Talking), премьера которой состоялась на официальном YouTube-канале Disney Channel. В коротких видео, которые публикуются на следующий день после выхода в эфир эпизода, изображены две совы в прямом эфире по имени Хорус Херашу и Оливия Ким, рассказывающие о событиях последнего эпизода, и выделяют некоторые детали, которые потенциально окажет влияние позже в шоу. В конце каждого эпизода титры быстро прокручиваются, но после паузы показывают название «экипажа», которое состоит из имен фактического экипажа шоу, но с изменёнными каламбурами названий птиц, такими как создатель, Дана Террас, переименовывается в Danightigale Terrace.